# Teresa González de Lara

Escudo de armas de la Casa de Lara.

Teresa González de Lara (1220-1246) fue una dama castellana, hija del conde Gonzalo Núñez de Lara y de María Díaz de Haro y Azagra. 

## Orígenes familiares
Fue hija del conde Gonzalo Núñez de Lara, y de María Díaz de Haro y Azagra. Por parte paterna fueron sus abuelos el conde Nuño Pérez de Lara y su esposa, Teresa Fernández de Traba. Por parte materna fueron sus abuelos Diego López II de Haro, señor de Vizcaya, y su segunda esposa, Toda Pérez de Azagra.
Fue hermana, entre otros, de Diego, de Fernando, y de Nuño González de Lara "el Bueno", señor de la Casa de Lara y Adelantado mayor de la frontera de Andalucía, que perdió la vida en la batalla de Écija, librada en 1275, y en la que las tropas del reino de Castilla y León fueron derrotadas por las tropas benimerines.

## Biografía
Se desconoce su fecha exacta de nacimiento, aunque algunas fuentes señalan que debió de ocurrir alrededor del año 1220. En 1244, junto con su hermano Nuño González de Lara "el Bueno", señor de la Casa de Lara, donó a Juan, obispo de Burgos, todas sus propiedades en Santa María de Sasamón, a cambio de 500 maravedíes y un manto, según el estilo de la época. Según algunos autores, ese mismo año contrajo matrimonio con el infante Alfonso de Molina, hijo del difunto rey Alfonso IX de León y hermano de Fernando III el Santo, rey de Castilla y León. Su esposo se encontraba viudo de su primera esposa, Mafalda González de Lara.
Teresa González de Lara falleció en 1246.

## Matrimonio y descendencia
Fruto de su matrimonio con el infante Alfonso de Molina, hijo del rey Alfonso IX  y de su esposa, la reina Berenguela de Castilla, nació una hija:
- Juana Alfonso de Molina (1245/1246-después de 1307), contrajo matrimonio con Lope Díaz III de Haro, señor de Vizcaya, a quien dio muerte Sancho IV de Castilla, en Alfaro en 1288. Fue madre de Diego López IV de Haro, (fallecido en 1289), y de María Díaz de Haro (1270-1342), conocida como "la Buena", señora de Vizcaya.